# 福瑟维尔
福瑟维尔（法語：Forceville，法語發音：[fɔʁsəvil]）是法国上法蘭西大區索姆省的一个市镇，属于佩罗讷区。

## 地理
福瑟维尔（50°3'42"N, 2°33'24"E）面积7.57 平方千米，位于法国上法蘭西大區索姆省，该省份为法国北部沿海省份，北起加来海峡省和北部省，西接滨海塞纳省和大西洋英吉利海峡，南至瓦兹省，东临埃纳省。
与福瑟维尔接壤的市镇（或旧市镇、城区）包括：阿舍昂纳米耶努瓦、贝特朗库尔、比莱萨图瓦、埃多库尔、马伊马耶、瓦雷讷。
福瑟维尔的时区为UTC+01:00、UTC+02:00（夏令时）。

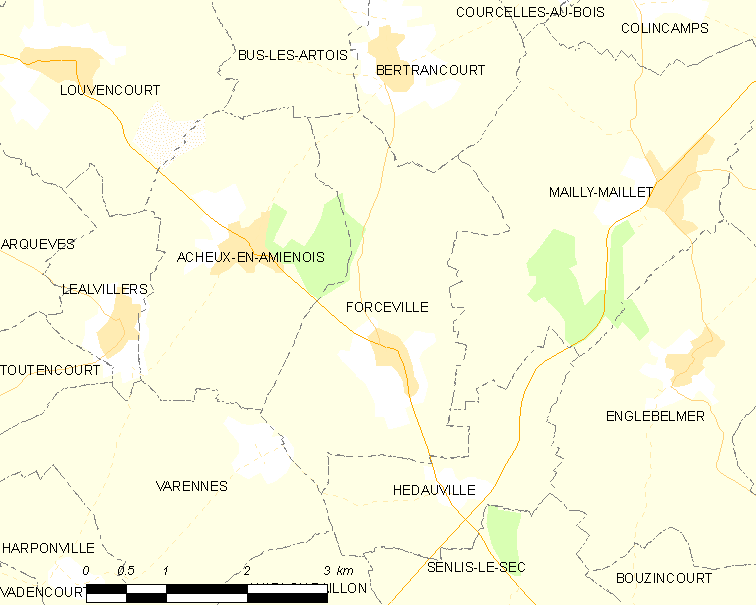
福瑟维尔的OSM定位图

## 行政
福瑟维尔的邮政编码为80560，INSEE市镇编码为80329。

## 政治
福瑟维尔所属的省级选区为阿尔贝县。

## 人口

1962-2008年间福瑟维尔人口变化图示

福瑟维尔于2022年1月1日时的人口数量为165人。